# Coregonus lucidus
Coregonus lucidus es una especie de pez salmoniforme de la familia de los salmónidos. Se encuentra en América del Norte: Alaska y Canadá.